# 碳化锶
碳化锶是锶的碳化物，化学式 SrC
2。

## 制备
碳化锶可以由氧化锶和碳加热而成。
{\displaystyle \mathrm {SrO+3\ C\longrightarrow SrC_{2}+CO\uparrow } }

## 性质
类似碳化钙，碳化锶遇水形成乙炔和氢氧化锶。
{\displaystyle \mathrm {SrC_{2}+2\ H_{2}O\longrightarrow Sr(OH)_{2}+C_{2}H_{2}\uparrow } }

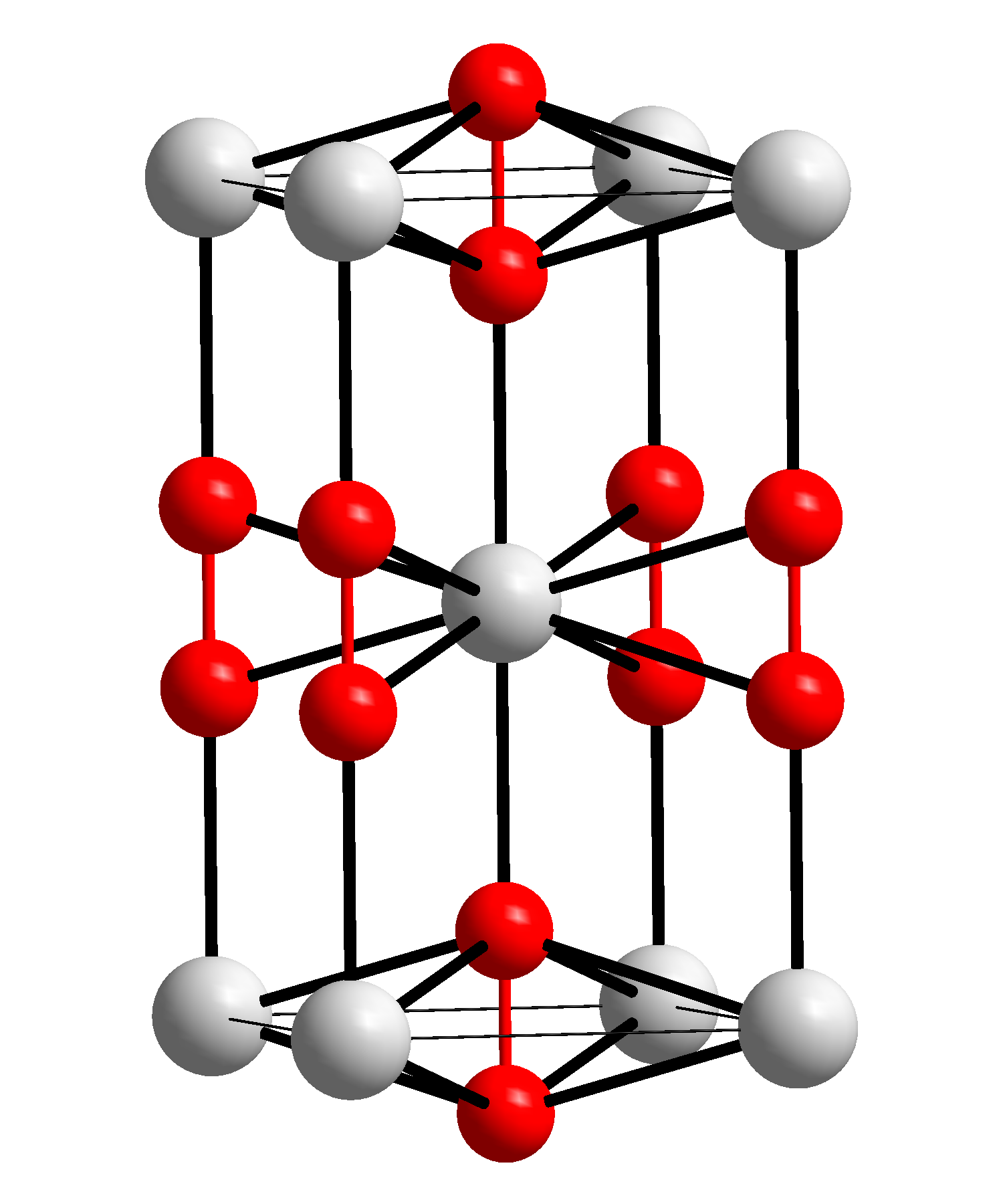
碳化锶的结构
__ Sr^{2+}__ C^{−}

碳化锶有数种结构，其中四方晶系在 427 °C 下稳定。它的空间群是 I4/mmm (No. 139)。在 427 °C 以上时，碳化锶会变成立方晶系，空间群 Fm3m (No. 225)。在室温一下，则会变成单斜晶系，空间群 C2/c (No. 15)。